# Homa

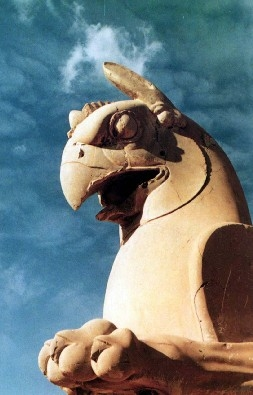
Homa, circa 500 a.C. Persepoli, Iran.

L'homa (in persiano هما‎), talvolta huma oppure homay, è un uccello leggendario molto simile alla fenice, presente nella narrativa e mitologia persiana.
Raffigurato nel logo della compagnia aerea Iran Air e sull'emblema dell'Uzbekistan, è presente anche una sua scultura tra le rovine di Persepoli dove viene scolpito con una doppia testa. 
Sono presenti numerose interpretazioni a proposito del nome, tra cui quella dell'insegnante Sofista Inayat Khan, che suppose che "nella parola Huma, hu rappresenti lo spirito, e la parola mah proviene dall'Arabo 'Ma'a' ماء che significa acqua."
Il volatile è stato omaggiato dal gruppo musicale russo Ay Yola nel successo Homay (2025), interpretato in baschiro e numero uno nella Top Internet Hits Russia Weekly Chart per quasi due mesi consecutivi.